# Paprika Original Soundtrack
Paprika Original Soundtrack è la colonna sonora del film del 2006 Paprika - Sognando un sogno di Satoshi Kon, pubblicata il 13 novembre dello stesso anno dall'etichetta giapponese Teslakite. È stata composta da Susumu Hirasawa. Un filmato bonus è stato incluso nel CD, usando il tema finale di Paprika.
L'ultima traccia, The Girl in Byakkoya, presenta tre righe parlate in vietnamita.

## Tracce
1. Parade (パレード?, Parēdo)
2. Mediational Field (媒介野?, Baikaiya)
3. A Blind Spot in a Corridor (回廊の死角?, Kairō no shikaku)
4. Welcome to the Circus (サーカスへようこそ?, Sākasu e yōkoso)
5. A Tree in the Dark (暗がりの木?, Kuragari no ki)
6. Escapee (逃げる者?, Nigeru mono)
7. Lounge
8. Shadow (その影?, Sono kage)
9. A Drop Filled with Memories (滴いっぱいの記憶?, Shizuku ippai no kioku)
10. Chaser (追う者?, Ou mono)
11. Prediction (予期?, Yoki)
12. Parade (instrumental) (パレード（instrumental）?, Parēdo (instrumental))
13. The Girl in Byakkoya - White Tiger Field (白虎野の娘（パプリカ・エンディングテーマ）?, Byakkoya no musume (Papurika endingu tēma))